# Сатурн (премия, 2011)
37-я церемония награждения премии «Сатурн» за заслуги в области научной фантастики, фэнтези и фильмов ужасов за 2010 год состоялась 23 июня 2011 года.

## Игровое кино
Здесь приведён полный список номинантов.
 Победители выделены отдельным цветом. 

### Основные категории

#### Лучший режиссёр
| Лауреат                    | Номинанты |
| -------------------------- | --- |
| - Кристофер Нолан «Начало» | - Даррен Аронофски «Чёрный лебедь» - Клинт Иствуд «Потустороннее» - Мэтт Ривз «Впусти меня. Сага» - Мартин Скорсезе «Остров проклятых» - Дэвид Йейтс «Гарри Поттер и Дары Смерти. Часть 1» |

#### Лучший киноактёр
| Лауреат                          | Номинанты |
| -------------------------------- | --- |
| - Джефф Бриджес «Трон: Наследие» | - Джордж Клуни «Американец» - Леонардо Ди Каприо «Начало» или «Остров проклятых» - Роберт Дауни-младший «Железный человек 2» - Райан Рейнольдс «Погребённый заживо» |

#### Лучшая киноактриса
| Лауреат                          | Номинанты |
| -------------------------------- | --- |
| - Натали Портман «Чёрный лебедь» | - Сесиль де Франс «Потустороннее» - Анджелина Джоли «Солт» - Кэри Маллиган «Не отпускай меня» - Эллен Пейдж «Начало» - Нуми Рапас «Девушка с татуировкой дракона» |

#### Лучший киноактёр второго плана
| Лауреат                            | Номинанты |
| ---------------------------------- | --- |
| - Эндрю Гарфилд «Не отпускай меня» | - Кристиан Бейл «Боец» - Том Харди «Начало» - Гаррет Хедлунд «Трон: Наследие» - Джон Малкович «РЭД» - Марк Руффало «Остров проклятых» |

#### Лучшая киноактриса второго плана
| Лауреат                      | Номинанты |
| ---------------------------- | --- |
| - Мила Кунис «Чёрный лебедь» | - Скарлетт Йоханссон «Железный человек 2» - Кира Найтли «Не отпускай меня» - Хелен Миррен «РЭД» - Ванесса Редгрейв «Письма к Джульетте» - Джеки Уивер «Царство животных» |

### Прочие категории
| Категории                                | Лауреаты и номинанты                                              |
| ---------------------------------------- | ----------------------------------------------------------------- |
| Лучший научно-фантастический фильм       | • «Начало»                                                        |
| Лучший научно-фантастический фильм       | • «Потустороннее»                                                 |
| Лучший научно-фантастический фильм       | • «Железный человек 2»                                            |
| Лучший научно-фантастический фильм       | • «Не отпускай меня»                                              |
| Лучший научно-фантастический фильм       | • «Химера»                                                        |
| Лучший научно-фантастический фильм       | • «Трон: Наследие»                                                |
| Лучший фильм-фэнтези                     | • «Алиса в Стране чудес»                                          |
| Лучший фильм-фэнтези                     | • «Хроники Нарнии: Покоритель Зари»                               |
| Лучший фильм-фэнтези                     | • «Битва титанов»                                                 |
| Лучший фильм-фэнтези                     | • «Гарри Поттер и Дары Смерти. Часть 1»                           |
| Лучший фильм-фэнтези                     | • «Скотт Пилигрим против всех»                                    |
| Лучший фильм-фэнтези                     | • «Сумерки. Сага. Затмение»                                       |
| Лучший фильм ужасов или триллер          | • «Впусти меня. Сага»                                             |
| Лучший фильм ужасов или триллер          | • «Американец»                                                    |
| Лучший фильм ужасов или триллер          | • «Чёрный лебедь»                                                 |
| Лучший фильм ужасов или триллер          | • «Пипец»                                                         |
| Лучший фильм ужасов или триллер          | • «Остров проклятых»                                              |
| Лучший фильм ужасов или триллер          | • «Человек-волк»                                                  |
| Лучший приключенческий фильм или боевик  | • «Солт»                                                          |
| Лучший приключенческий фильм или боевик  | • «Неудержимые»                                                   |
| Лучший приключенческий фильм или боевик  | • «Зелёный Шершень»                                               |
| Лучший приключенческий фильм или боевик  | • «РЭД»                                                           |
| Лучший приключенческий фильм или боевик  | • «Робин Гуд»                                                     |
| Лучший приключенческий фильм или боевик  | • «Железная хватка»                                               |
| Лучший приключенческий фильм или боевик  | • «Неуправляемый»                                                 |
| Лучший полнометражный мультфильм         | • «История игрушек: Большой побег»                                |
| Лучший полнометражный мультфильм         | • «Гадкий я»                                                      |
| Лучший полнометражный мультфильм         | • «Как приручить дракона»                                         |
| Лучший полнометражный мультфильм         | • «Легенды ночных стражей»                                        |
| Лучший полнометражный мультфильм         | • «Шрек навсегда»                                                 |
| Лучший полнометражный мультфильм         | • «Рапунцель: Запутанная история»                                 |
| Лучший фильм на иностранном языке        | • «Монстры»                                                       |
| Лучший фильм на иностранном языке        | • «Метрополис» версия за 2010 год                                 |
| Лучший фильм на иностранном языке        | • «Центурион»                                                     |
| Лучший фильм на иностранном языке        | • «Девушка с татуировкой дракона»                                 |
| Лучший фильм на иностранном языке        | • «Мать»                                                          |
| Лучший фильм на иностранном языке        | • «Санта на продажу»                                              |
| Лучший молодой киноактёр или киноактриса | • Хлоя Грейс Морец — «Впусти меня. Сага»                          |
| Лучший молодой киноактёр или киноактриса | • Логан Лерман — «Перси Джексон и похититель молний»              |
| Лучший молодой киноактёр или киноактриса | • Фрэнки и Джордж МакЛарен — «Потустороннее»                      |
| Лучший молодой киноактёр или киноактриса | • Коди Смит-Макфи — «Впусти меня. Сага»                           |
| Лучший молодой киноактёр или киноактриса | • Уилл Поултер — «Хроники Нарнии: Покоритель Зари»                |
| Лучший молодой киноактёр или киноактриса | • Хейли Стейнфелд — «Железная хватка»                             |
| Лучший молодой киноактёр или киноактриса | • Чарли Тахэн — «Двойная жизнь Чарли Сан-Клауда»                  |
| Лучший сценарий                          | • Кристофер Нолан — «Начало»                                      |
| Лучший сценарий                          | • Майкл Арндт — «История игрушек: Большой побег»                  |
| Лучший сценарий                          | • Алекс Гарленд — «Не отпускай меня»                              |
| Лучший сценарий                          | • Марк Хейман, Андрес Хайнц, Джон Дж. МакЛафлин — «Чёрный лебедь» |
| Лучший сценарий                          | • Питер Морган — «Потустороннее»                                  |
| Лучший сценарий                          | • Мэтт Ривз — «Впусти меня. Сага»                                 |
| Лучшая музыка                            | • Ханс Циммер — «Начало»                                          |
| Лучшая музыка                            | • Daft Punk — «Трон: Наследие»                                    |
| Лучшая музыка                            | • Клинт Иствуд — «Потустороннее»                                  |
| Лучшая музыка                            | • Майкл Джаккино — «Впусти меня. Сага»                            |
| Лучшая музыка                            | • Готфрид Хапперц — «Метрополис» версия за 2010 год               |
| Лучшая музыка                            | • Джон Пауэлл — «Как приручить дракона»                           |
| Лучшие костюмы                           | • «Алиса в Стране чудес»                                          |
| Лучшие костюмы                           | • «Человек-волк»                                                  |
| Лучшие костюмы                           | • «Хроники Нарнии: Покоритель Зари»                               |
| Лучшие костюмы                           | • «Гарри Поттер и Дары Смерти: часть 1»                           |
| Лучшие костюмы                           | • «Трон: Наследие»                                                |
| Лучшие костюмы                           | • «Робин Гуд»                                                     |
| Лучший грим                              | • «Человек-волк»                                                  |
| Лучший грим                              | • «Химера»                                                        |
| Лучший грим                              | • «Потрошители»                                                   |
| Лучший грим                              | • «Впусти меня. Сага»                                             |
| Лучший грим                              | • «Гарри Поттер и Дары Смерти. Часть 1»                           |
| Лучший грим                              | • «Алиса в Стране чудес»                                          |
| Best Production Design                   | • «Трон: Наследие»                                                |
| Best Production Design                   | • «Как приручить дракона»                                         |
| Best Production Design                   | • «Остров проклятых»                                              |
| Best Production Design                   | • «Человек-волк»                                                  |
| Best Production Design                   | • «Начало»                                                        |
| Best Production Design                   | • «Алиса в Стране чудес»                                          |
| Лучшие спецэффекты                       | • «Начало»                                                        |
| Лучшие спецэффекты                       | • «Трон: Наследие»                                                |
| Лучшие спецэффекты                       | • «Хроники Нарнии: Покоритель Зари»                               |
| Лучшие спецэффекты                       | • «Гарри Поттер и Дары Смерти. Часть 1»                           |
| Лучшие спецэффекты                       | • «Алиса в Стране чудес»                                          |
| Лучшие спецэффекты                       | • «Железный человек 2»                                            |
| Премия за достижения в карьере           | • Майкл Бин                                                       |

## Телевизионные сериалы
Здесь приведён полный список номинантов.
 Победители выделены отдельным цветом. 
| Категории                                               | Лауреаты и номинанты       |
| ------------------------------------------------------- | -------------------------- |
| Лучший телесериал, сделанный для телетрансляции         | • «Грань»                  |
| Лучший телесериал, сделанный для телетрансляции         | • «Остаться в живых»       |
| Лучший телесериал, сделанный для телетрансляции         | • «Тайны Смолвилля»        |
| Лучший телесериал, сделанный для телетрансляции         | • «Сверхъестественное»     |
| Лучший телесериал, сделанный для телетрансляции         | • «V»                      |
| Лучший телесериал, сделанный для телетрансляции         | • «Дневники вампира»       |
| Лучший телесериал, сделанный для кабельного телевидения | • «Во все тяжкие»          |
| Лучший телесериал, сделанный для кабельного телевидения | • «Ищейка»                 |
| Лучший телесериал, сделанный для кабельного телевидения | • «Декстер»                |
| Лучший телесериал, сделанный для кабельного телевидения | • «Эврика»                 |
| Лучший телесериал, сделанный для кабельного телевидения | • «Воздействие»            |
| Лучший телесериал, сделанный для кабельного телевидения | • «Спартак: Кровь и песок» |
| Лучший телесериал, сделанный для кабельного телевидения | • «Настоящая кровь»        |
| Лучшая телепостановка                                   | • «Ходячие мертвецы»       |
| Лучшая телепостановка                                   | • «Рождественская песнь»   |
| Лучшая телепостановка                                   | • «Праздник Кунг-фу панды» |
| Лучшая телепостановка                                   | • «Столпы Земли»           |
| Лучшая телепостановка                                   | • «Шерлок Холмс»           |
| Лучшая телепостановка                                   | • «Спартак: Боги арены»    |

### Лучший телеактёр
| Лауреат                          | Номинанты |
| -------------------------------- | --- |
| - Стивен Мойер «Настоящая кровь» | - Брайан Крэнстон «Во все тяжкие» - Мэттью Фокс «Остаться в живых» - Майкл Си Холл «Декстер» - Тимоти Хаттон «Воздействие» - Эндрю Линкольн «Ходячие мертвецы» |

### Лучшая телеактриса
| Лауреат             | Номинанты |
| ------------------- | --- |
| - Анна Торв «Грань» | - Сара Уэйн Кэллис «Ходячие мертвецы» - Эрика Дюранс «Тайны Смолвилля» - Элизабет Митчелл «V» - Анна Пэкуин «Настоящая кровь» - Кира Седжвик «Ищейка» |

### Лучший телеактёр второго плана
| Лауреат              | Номинанты |
| -------------------- | --- |
| - Джон Ноубл «Грань» | - Майкл Эмерсон «Остаться в живых» - Дин Норрис «Во все тяжкие» - Терри О’Куинн «Остаться в живых» - Аарон Пол «Во все тяжкие» - Лэнс Реддик «Грань» - Стивен Ён «Ходячие мертвецы» |

### Лучшая телеактриса второго плана
| Лауреат                                 | Номинанты |
| --------------------------------------- | --- |
| - Люси Лоулесс «Спартак: Кровь и песок» | - Морена Баккарин «V» - Дженнифер Карпентер «Декстер» - Лори Холден «Ходячие мертвецы» - Бет Рисграф «Воздействие» - Джина Беллман «Воздействие» |

### Лучшая гостевая роль
| Лауреат                             | Номинанты |
| ----------------------------------- | --- |
| - Джо Манганьелло «Настоящая кровь» | - Ричард Дрейфусс «Дурман» - Ноа Эммерих «Ходячие мертвецы» - Джанкарло Эспозито «Во все тяжкие» - Джон Терри «Остаться в живых» - Сет Габел «Грань» |